# 卡洛斯·欧亨尼奥·雷斯特雷波
卡洛斯·欧亨尼奥·雷斯特雷波（西班牙語：Carlos Eugenio Restrepo；1867年9月12日—1937年7月6日），哥倫比亞總統，出生於麥德林，1910年至1914年在任。